# 모리츠플라츠역
모리츠플라츠역(U-Bahnhof Moritzplatz)은 베를린 프리드리히스하인크로이츠베르크구 크로이츠베르크에 있는 U8의 역이다. 1928년 4월 6일에 개업했다.

## 역사
1912년 3월 18일 AEG는 도시 철도 건설 허가를 받았고, 1914년 설립된 자회사인 AEG-Schnellbahn-A.G.를 통해서 진행하고 있었다. 당시 계획에서 이 역은 페터 베렌스(Peter Behrens)가 설계했고, 1918년 9월 30일까지 완공될 예정이었다. 1919년 10월 AEG의 자회사가 파산했고, 1923년 1월 9일 자산이 유동화되어 베를린시 소유로 넘어갔다. 그 후 쇤라인슈트라세-보딘슈트라세간 구간이 1927년 7월 17일에 개통되었다. 이 역은 1928년 4월 6일 북쪽으로 네안더슈트라세(현재의 하인리히하이네슈트라세)역까지 연장되었을 때 개통되었다.
1920년대 역 건설 당시 트레프토-모아비트간 새로운 도시 철도 노선을 위한 선시공부가 지어졌으나 실제 노선이 개설되지는 않았다. 나치 독일 시기에는 해당 선시공부가 베를린 S반의 동서간 S반 터널로 사용될 예정이었다. 1934년에는 크로이츠베르크구에서 선시공부를 방공호로 개축했다. S반 노선 신설 계획은 1945년에 중단되었으며, 공식적으로는 1985년에 삭제되었다. 연합군에 의한 베를린 폭격으로 1945년 2월 3일 피해를 입으면서 36명이 사망했다.
원래 U8 노선은 인근에 있는 오라니엔 광장(Oranienplatz)으로 지날 예정이었고, 제1차 세계 대전 이전에 선시공부가 건설되었으나 전쟁으로 인해서 취소되었다. 1921년에 도로 개설을 위해서 터널부 자체는 완공되었다. 모리츠플라츠 경유 노선은 1927년에 확정되었고, 공식적인 이유는 노면전차 노선과의 연결이었다. 그 외에도 근처에 새로운 지점을 개설하려고 했던 베르트하임(Wertheim) 그룹에서 도시 철도 노선을 끌어 오려는 시도가 있었다. 노선 계획 변경을 위해서 500만 라이히스마르크의 확인되지 않은 지출을 했다. 한편 모리츠플라츠에 있었던 베르트하임 백화점은 제2차 세계 대전으로 파괴되고 이후에 다시 건설되지 않았다.
베를린 분단 시기에는 서베를린을 지나는 U8 노선의 남부 구간 중 최북단 역이었다.
2005년부터 2006년까지 개보수 공사가 진행되었다. 2020년 2사분기 완공 예정으로 엘리베이터가 설치될 예정이었으나 2023년 현재까지 완공되지 않았다.
이 역 일대는 베를린의 마약 범죄 관리 지역이기도 하다.

## 인접 철도역
베를린 버스 M29번과 환승할 수 있다.
| 베를린 지하철 8호선               | 베를린 지하철 8호선 | 베를린 지하철 8호선                  |
| --------------------------------- | ------------------- | ------------------------------------ |
| 코트부서 토어 헤르만슈트라세 방면 | U8                  | 하인리히하이네슈트라세 비테나우 방면 |